# Thecocodium penicillatum
Thecocodium penicillatum är en nässeldjursart som beskrevs av Jarms 1987. Thecocodium penicillatum ingår i släktet Thecocodium och familjen Ptilocodiidae. Inga underarter finns listade i Catalogue of Life.